# VeggieTales
VeggieTales ist eine US-amerikanische computeranimierte Comicserie für Kinder, mit der christliche Werte vermittelt werden sollen. Im Juli 2009 erschien die Serie auf Deutsch auf DVD.

## Geschichte
Erdacht wurden die VeggieTales von Phil Vischer, einem Animator und Spezialisten für Computeranimation. Die erste Episode wurde im Dezember 1993 unter dem Titel Where’s God When I’m S-Scared? ausgestrahlt. Hauptfiguren der Geschichten sind Bob Tomate und Larry Gurke. Die Geschichten schildern auf unterhaltsame Art und Weise christliche Werte und Lebenseinstellungen. Vischer verfolgte nach eigenen Aussagen das Ziel „das Zusammenleben der Menschen zu verbessern durch die Verbreitung von Gottes Wahrhaftigkeit“.
Die Episoden werden vom US-amerikanischen Produktionsunternehmen Big Idea Entertainment, einem Tochterunternehmen von DreamWorks Animation, hergestellt. Die Serie ist beliebt in US-amerikanischen Familien mit evangelikaler Prägung und unter Studenten konfessionell geprägter, christlicher Colleges.

## Synchronisation
| Rolle                                               | Englischer Sprecher | Deutscher Sprecher                                                          |
| --------------------------------------------------- | --- | --------------------------------------------------------------------------- |
| Bob Tomate                                          | Phil Vischer | Marek Erhardt Tobias Künzel (Gesang)                                        |
| Larry Gurke                                         | Mike Nawrocki | Gerald Schaale                                                              |
| Mutoffel                                            | Rob Paulsen | Claudio Maniscalco                                                          |
| Archibald Spargel                                   | Phil Vischer | Andreas von der Meden Klaus Esch (Gesang) Jörg Gillner (1 Folge)            |
| Junior Spargel                                      | Lisa Vischer (1993–2014) Tress MacNeille (2014–)                                                                                                  | Tammo Kaulbarsch                                                            |
| Laura Karrotte                                      | Kristen Blegen (1995–2002; 2005) Jackie Ritz (2002–2005) Megan Murphy (2009) Keri Pisapia (2011–2013) Gigi Abraham (2014) Tress MacNeille (2014–) | Florence Joy                                                                |
| Jimmy Kürbis                                        | Phil Vischer | Tetje Mierendorf                                                            |
| Jerry Kürbis                                        | Mike Nawrocki | Helgo Liebig                                                                |
| Die Französischen Erbsen (Jean-Claude und Phillipe) | Mike Nawrocki (Jean-Claude) Phil Vischer (Phillipe)                                                                                               | Rafi Guessous (Jean-Claude) Robert Missler (Phillipe) Hanjo Gäbler (Gesang) |
| Mr. Lunt                                            | Phil Vischer | Monty Arnold                                                                |
| Mr. Nezzer                                          | Phil Vischer | Wolf Frass                                                                  |
| Madame Blaubeere                                    | Megan Moore Burns (1998) Gail Freeman-Bock (1999) Jackie Ritz (2002–2009) Megan Murphy (2009–2014) Tress MacNeille (2014–)                        | Astrid Kollex                                                               |
| Petunia Rhabarber                                   | Cydney Trent (2005–2014) Tress MacNeille (2014–)                                                                                                  | Tina Eschmann                                                               |
| Papa Traube                                         | Phil Vischer | Konrad Halver Klaus Esch (Gesang) Hanjo Gäbler (Gesang für 1 Folge)         |
| Scooter Karotte                                     | Jim Poole (1995–2014) Tim Hodge (manchmal) | Achim Schülke                                                               |
| Khalil                                              | Tim Hodge | Monty Arnold                                                                |

- Deutsche Synchronisation: M&E Studios/Funkworld-Studio (Lieder)
- Dialogbuch/Dialogregie: Angelika Scharf

## Musik und Silly Songs
| Deutscher Titel     | Deutscher Interpret                                                     | Englischer Titel         | Englischer Interpret                              | Englischer Text            |
| ------------------- | ----------------------------------------------------------------------- | ------------------------ | ------------------------------------------------- | -------------------------- |
| Freut euch          | Florence Joy                                                            | O Come, O Come, Emmanuel | Lisa Vischer                                      |                            |
| Rock on LarryBoy    | Rolf Stahlhofen Hanjo Gäbler                                            | Rock On, LarryBoy        | Michael Faren                                     |                            |
| Bauchnabel-Song     | Monty Arnold Gerald Schaale Tammo Kaulbarsch Tetje Mierendorf           | Belly Button             | Phil Vischer Mike Nawrocki Lisa Vischer Tim Hodge | Mike Nawrocki              |
| Golfspaßvereinigung | Gerald Schaale Hanjo Gäbler                                             | Gated Community          | Mike Nawrocki Matthew West Matthew Ward           |                            |
| Tanz der Gurke      | Gerald Schaale Marek Erhardt                                            | Dance of the Cucumber    | Mike Nawrocki Phil Vischer                        | Mike Nawrocki              |
| Tanz den Hula       | Tobias Künzel Hanjo Gäbler                                              | Lance the Turtle         | Phil Vischer Mike Nawrocki Tim Hodge              |                            |
| Der Cebu-Song       | Gerald Schaale Tammo Kaulbarsch Tetje Mierendorf Helgo Liebig           | The Song of the Cebú     | Mike Nawrocki Phil Vischer Lisa Vischer           | Mike Nawrocki              |
| Mein Cheeseburger   | Monty Arnold                                                            | His Cheeseburger         | Phil Vischer                                      | Mike Nawrocki              |
| Theme Song          | Tobias Künzel Gerald Schaale Tammo Kaulbarsch Hanjo Gäbler Florence Joy | Theme Song               | Phil Vischer Mike Nawrocki Lisa Vischer           | Mike Nawrocki Lisa Vischer |
| Schulhauspolka      | Gerald Schaale                                                          | Schoolhouse Polka        | Mike Nawrocki                                     | Mike Nawrocki              |

## Veröffentlichungen (Auswahl)

### Alben
- 1995: Veggie Tunes (US: Gold)[3]

### VHS
- 1994: Where’s God When I’m S-Scared? (US: Platin)
- 1994: God Wants Me To Forgive Them (US: Platin)
- 1995: Are You My Neighbor? (US: Platin)
- 1995: Rack, Shack & Benny (US: Platin)
- 1996: Dave and the Giant Pickle (US: ×5Fünffachplatin )
- 1996: The Toy That Saved Christmas (US: Platin)
- 1997: A Very Silly Sing-Along (US: ×5Fünffachplatin )
- 1997: Larry Boy & The Fib From Outer Space (US: Platin)
- 1997: Josh and the Big Wall (US: ×5Fünffachplatin )
- 1998: Madame Blueberry (US: ×4Vierfachplatin )
- 1999: Larry-Boy and the Rumor Weed (US: ×4Vierfachplatin )